# Aristomenes (Maler)
Aristomenes (altgriechisch Ἀριστομένης) war ein griechischer Maler aus Thasos.
Er ist nur durch eine Erwähnung bei Vitruv bekannt. Er wird neben Polykles von Adramyttion und Nikomachos als einer der Maler genannt, die wegen ihrer Begabung große Berühmtheit verdient hätten, aber wegen Armut, Pech oder Misserfolg bei Wettbewerben nicht bekannt werden konnten.
Wegen seiner Herkunft wurde Aristomenes häufig mit Aristomachos oder mit Arimmas gleichgesetzt.